# 羅斯代爾 (新澤西州默瑟縣)
羅斯代爾（英語：Rosedale）是位於美國新澤西州默瑟縣的非建制地區。

## 地理
羅斯代爾所處的海拔為高於海平面54米（即177英呎），而該地所採用的時區為UTC-5，即北美东部时区（EST）。同時該地設有夏令時間，為UTC-5調快一小時，即UTC-4（EDT）。